# District de Putatan
Le district de Putatan (malais : Daerah Putatan) est un district administratif de l'État malaisien de Sabah, qui fait partie de la Division de la côte occidentale. La capitale du district est dans la ville de Putatan.

### Liens connexes
- Districts de Malaisie